# Kona Nord
 (février 2023).
Si vous disposez d'ouvrages ou d'articles de référence ou si vous connaissez des sites web de qualité traitant du thème abordé ici, merci de compléter l'article en donnant les références utiles à sa vérifiabilité et en les liant à la section « Notes et références ».
Kona Nord, en anglais : North Kona, est un district du comté d'Hawaï, sur l'île du même nom, aux États-Unis. Le comté couvre notamment le Hualālai, l'un des cinq grands volcans de l'île.